# Aalborg Heroes
Aalborg Heroes er et dansk skaterhockeyhold, der har hjemmebane ved Tornhøjhallen i Aalborg Øst.  Aalborg Heroes blev stiftet i september 2012, som en udspringer fra Aalborg Aces, som ikke er en aktiv skaterhockeyklub længere.
I 2012 flyttede Aalborg Heroes til en nybygget bane ved Tornhøjhallen i Aalborg Øst, denne bane er blevet opført i et samarbejde med Aalborg Kommune. Hjemmebanen, Aalborg Heroes Arena har i dag en kapacitet på 0-200 stående tilskuere, og er den eneste skaterhockeybane i Jylland.
I herresenior har Aalborg Heroes spillet via den danske turnering og pokalturnering spillet sig til seedning og deltagelse i Europa cuppen i 2016 i Essen, Tyskland og 2018 i Ternitz, Østrig.
Aalborg Heroes har opnået DM bronze 2 gange.